# Mézin
Mézin – miejscowość i gmina we Francji, w regionie Nowa Akwitania, w departamencie Lot i Garonna.
Według danych na rok 1990 gminę zamieszkiwało 1455 osób, a gęstość zaludnienia wynosiła 46 osób/km² (wśród 2290 gmin Akwitanii Mézin plasuje się na 293. miejscu pod względem liczby ludności, natomiast pod względem powierzchni na miejscu 259.).